# Нечипоренко, Пётр Кириллович
Пётр Кириллович Нечипоренко (1892—1937) — советский учёный и изобретатель, геофизик, профессор.

## Биография
Родился 1892 году в селе Агайманы Мелитопольского уезда Таврической губернии. Закончил в 1921 Днепропетровский горный институт, с 1928 преподавал в нём. В 1930 возглавил отдел разведочной геофизики в геологоразведочном управлении УССР. В 1933—1937 — научный сотрудник Государственный научно-исследовательский горнорудный институт, директор Киевской геофизической и Полтавской гравиметрической лабораторий, заместитель директора астрономической обсерватории, профессор Киевского университета. Изобретатель нивелира-автомата. Автор первой гравитационной карты УССР. Изучение гравитационного поля территории УССР позволило выявить солянокупольные структуры и составить схему рельефа поверхности кристаллического фундамента Днепровско-Донецкой и Причерноморской впадин.
Арестован 10 мая 1937 в связи с украинской ветвью «пулковского дела» (так называемая организация «Академический центр», с якобы участием Н. И. Свитальского). Обвинён в совершении преступлений, предусмотренных статьёй 54-й, пункту 6, части 1, а также пунктам 7, 8, 11 УК УССР (соответствовала 58-я статья УК РСФСР) и на их основании Выездной сессией ВКВС СССР приговорён к высшей мере наказания — расстрелу. Приговор приведён в исполнение 3 сентября 1937. Реабилитирован посмертно 15 февраля 1958 г.

## Память
- Проект «После́дний а́дрес»